# Chomutov
Chomutov (tyska: Komotau) är en stad i nordvästra Tjeckien. Staden har en folkmängd på 48 710 (avser 2016) och ligger i regionen Ústí nad Labem, nära gränsen till grannlandet Tyskland.